# Associação Portuguesa dos Veteranos de Guerra
A Associação Portuguesa dos Veteranos de Guerra é uma organização não governamental portuguesa fundada em 18 de março de 1999.
É uma Associação que agrega ex-combatentes (Veteranos) da Guerra Colonial de todos os Ramos das Forças Armadas.

## Missão e objetivos
A Associação Portuguesa dos Veteranos de Guerra tem como objetivos:
- Contribuir para a proteção e apoio dos seus associados, ex-combatentes veteranos de guerra e ex-militares, bem como aos respetivos agregados familiares;
- A prestação de apoio médico em todas as especialidades, designadamente aos ex-combatentes veteranos de guerra afetados com a Perturbação Pós-stress Traumático ou “Traumático de Guerra”;
- Prestação de apoio psicológico;
- Prestação de apoio jurídico;
- Prestação de apoio pedagógico e cultural.

A Associação tem âmbito social e durará por tempo indeterminado, declarando-se totalmente independente de qualquer ideologia política e religiosa, pelo que a sua atividade será desenvolvida sem qualquer subordinação política ou confessional, bem como não haverá qualquer discriminação assente nos mesmos motivos ou outros. Para a realização dos seus objetivos propõem-se criar:
- Apoio Social, através da criação de Centros de Dia e Lares para os Veteranos de Guerra;
- Apoio médico, psiquiátrico e psicológico;
- Apoio jurídico através de consultas;
- Delegações.

Ainda para a prossecução dos seus objetivos a APVG, compromete-se a:
- Promover e divulgar através do seu jornal O Veterano de Guerra, brochuras ou editais, colóquios, jornadas médicas e outros eventos, toda a temática referente à Perturbação Pós-Stress Traumático;
- Reabilitar e integrar na sociedade o ex-combatente e o seu agregado familiar;
- Estabelecer pactos e protocolos de cooperação.

## Descrição
A Associação Portuguesa dos Veteranos de Guerra (A.P.V.G.), com o NIPC 504330330, com sede no Largo das Carvalheiras 52/54, da cidade de Braga, é uma Instituição Particular de Solidariedade Social (IPSS) e foi fundada por escritura pública de 18 de março de 1999. É uma Associação que agrega ex-combatentes (Veteranos) da Guerra Colonial de todos os Ramos das Forças Armadas. Foi reconhecida como pessoa coletiva de utilidade pública de âmbito social e secundariamente de saúde, por despacho de 26/06/2001 publicado no DR III série n.º 160 de 12/07/2001.
Possui atualmente 47 050 associados efetivos, distribuídos por todo o território nacional, incluindo as regiões autónomas da Madeira e dos Açores. A APVG tem ainda 16 delegações e 70 delegados concelhios.

## História
A Associação Portuguesa dos Veteranos de Guerra foi fundada em 18 de março de 1999, por iniciativa de um grupo de ex-militares que prestaram o seu serviço durante o período da Guerra Colonial. Este grupo entendia que uma grande parte da população portuguesa que em tempos tinha prestado o seu contributo pátrio, nas ex-colónias portuguesas, ainda passados alguns anos, sofria com as sequelas desta mesma Guerra, ao nível do seu comportamento. Estas sequelas enquadravam-se inequivocamente na Perturbação Pós-Stress Traumática, que também tinha atingido nomeadamente os soldados americanos durante a Guerra do Vietname.
Em Portugal, esta doença era conhecida no meio médico, como Doença do Dr. Albuquerque, assim denominada, face ao pioneirismo do Dr. Afonso Albuquerque, médico psiquiatra, na abordagem desta temática, que por sinal também tinha sido oficial miliciano médico durante a Guerra Colonial em Moçambique. Por isso, a fundação da APVG é o corolário da necessidade de existir uma organização não governamental (ONG), com a capacidade de poder ajudar todos aqueles que, por participarem na Guerra Colonial, se encontravam afetados por uma doença para a qual não encontravam resposta, e que por vezes por esse motivo se viam abandonados e marginalizados, sem perspetivas de reintegração social. 
A APVG constituiu-se, por escritura de 18 de março de 1999, com a primitiva denominação de APOIAR Portuguesa dos Veteranos de Guerra, legalizou-se e foi reconhecida pelos poderes públicos, tendo obtido o Estatuto de Utilidade Pública, Instituição Particular de Solidariedade Social, através do seu Registo definitivo, n.º 66/2001, publicado no Diário da Republica, III série, n.º 160 de 12 de julho de 2001. 
Os seus primeiros Estatutos foram elaborados pelos sócios, e do seu artigo quinto consta como objetivo primeiro "A defesa dos associados, ex-militares e ex-combatentes e seu agregado familiar, nos campos jurídico, social e pedagógico e o seu apoio médico em todas as especialidades, designadamente aos ex-combatentes afectados com o stress pós-traumático de guerra".
Nestes mesmos Estatutos e numa visão moderna e descentralizadora, já se encontrava definida a necessidade da abertura de Delegações Regionais. 
A APVG iniciou as suas atividades nas instalações sitas no Largo das Carvalheiras, 52/54, da cidade de Braga, cedidas pelo Ministério da Saúde, Administração Regional de Saúde de Braga. 
A afirmação e implantação da APVG tiveram a sua tradução na adesão de milhares de ex-militares e ex-combatentes, bem como de familiares dos ex-combatentes já falecidos. 
O contributo da Associação Portuguesa dos Veteranos de Guerra, para a resolução dos problemas dos ex-combatentes da Guerra Colonial, foi evidente em 1999 com a publicação da Lei n.º 46/99 de 16 de junho e o Decreto-Lei n.º 50/2000 de 7 de abril, que criou a Rede Nacional de Apoio às vítimas de stress pós-traumático de guerra, tendo a APVG tido um papel preponderante, na elaboração deste diploma. 
Face ao marasmo político, às atitudes governamentais para com os ex-combatentes, de apatia e esquecimento, e porque existiam situações para as quais nunca tinha havido a coragem e sensibilidade, para através de legislação, consolidar os anseios deste grupo de cidadãos, cerca de 800 mil, a APVG desencadeia em 20 de outubro de 2000 uma grande manifestação, onde cerca de 15 mil ex-combatentes rumam até Lisboa. 
Apresentou a APVG pela primeira vez em Portugal e relativamente aos ex-combatentes um caderno reivindicativo, onde constavam entre outras os seguintes reivindicações:
- A contagem integral do tempo de serviço militar, bem como do acréscimo de campanha, para efeitos de aposentação e reforma sem quaisquer encargos para os ex-combatentes;
- Que aos Prisioneiros de Guerra, inclusive os da Índia, fosse paga uma pensão;
- Que a Rede Nacional de Apoio às vítimas de Stress de Guerra, fosse definitivamente implementada;
- Que aos ex-combatentes fosse dada possibilidade de acesso à reforma antecipada aos 55 anos de idade, face ao seu desgaste e à esperança de vida reduzida;

O governo fez da vontade expressa dos milhares de ex-combatentes que disseram presentes na referida manifestação, “ouvidos moucos”, pelo que a APVG e os seus associados rumaram de novo para Lisboa em 20 de outubro de 2001, onde cerca de 40 mil ex-combatentes disseram mais uma vez aos responsáveis deste país, que queriam ver ressarcidos e consignados os seus direitos. 
Entretanto e graças à pressão exercida pela Associação Portuguesa dos Veteranos de Guerra e também, diga-se em boa verdade, de outras Associações, foi possível ver publicados alguns diplomas, relativos aos ex-combatentes:
- Decreto-Lei n.º161/2001, de 22 de maio, que regulamenta a Lei n.º 34/98, Lei que consagra o direito a uma Pensão de todos os prisioneiros de Guerra, no valor mensal de 100 euros (Decreto-Lei n.º 170/2004 de 16 de julho);
- Lei n.º 9/2002 de 9 de fevereiro, que consagra a contagem do tempo de serviço militar e acréscimo de campanha dos ex-combatentes, que foi regulamentada pelo Decreto-Lei 160/2004 de 2 de julho;
- Em 5 de junho de 2004, é publicada a Lei n.º 21/2004, que alarga o âmbito de aplicação da Lei n.º 9/2002, aos emigrantes, advogados, bancários, solicitadores e jornalistas e a Portaria n.º 1033-HQ/2004 de 10 de agosto do corrente mês;
- Em 5 de agosto de 2004, foi publicado o despacho conjunto n.º 502/2004, dos Ministérios da Defesa Nacional, da Saúde e da Segurança Social e do Trabalho, para obstar aos constrangimentos do funcionamento da Rede Nacional de Apoio aos militares e ex-militares vitimas de perturbação psicológica crónica, por exposição a fatores traumáticos de stress durante a vida militar;

A APVG hoje tem atualmente mais de 47 050 Associados distribuídos por todos os concelhos do País, e diversos países, tendo tido um grande incremento no ano de 2002, após a publicação da Lei n.º 9/2002. 
Possui delegados em quase todo o território nacional e Delegações no Algarve, Amarante, Barcelos, Chaves, Ermesinde (Valongo-Gondomar-Matosinhos), Fafe, Ferreira do Alentejo, Funchal (Região Autónoma da Madeira), Guimarães, Porto , Vale do Sousa (Paredes), Viana do Castelo e Lavre. 
Possui um Departamento Clínico com atendimento em Psicologia, Psiquiatria e Clínica Geral, um Departamento de Assistência Social e um Departamento Jurídico. 
Edita Trimestralmente um boletim informativo, O Veterano de Guerra, que é distribuído a todos os seus associados, sendo hoje uma das revistas mais lidas em Portugal. 

## Polémica
A associação realizou ações junto de populações que foram alvo de críticas por parte de várias associações de bombeiros, que referem que membros da APVG se vestem de forma semelhante a membros das suas corporações com o intuito de induzir potenciais donatários em erro. Estas acusações foram refutadas por membros da APVG. .
Contudo, no dia 16 de Outubro de 2020, por volta das 12 horas, semelhante acção foi identificada junto da população de Alcácer-do-Sal, no Alentejo, mais precisamente na rotunda do Intermarchê e do Lidl! Na referida acção, quatro indivíduos com fardamento de bombeiro (botas tipo militar, calças azul cotim, boné e zuarte vermelho e colete retro-reflector), abordavam os condutores das viaturas da rotunda, solicitando-lhes «uma ajudinha para comprar uma ambulância». Perante a inopinada situação foram muitos os que, em boa-fé, cederam e deram o seu  contributo. Questionados sobre o recibo do donativo, entregavam bilhetes de um alegado sorteio, como se estivessem a fazer um favor, pois, parece, a sua intenção não passaria pela venda de bilhetes, constituindo-se os bilhetes, entretanto com a data de sorteio vencida, como uma espécie de alibi para o que ali andavam a fazer! 
O referido esquema estava montado qual BlitzKrige, os indivíduos, alegadamente funcionários da Associação, interpelavam e espoliavam  tantos condutores quantos conseguiam no menor espaço de tempo! A intervenção por parte destes indivíduos sem o menor carácter teve uma duração de aproximadamente dez minutos, tendo os mesmos desaparecido do local sem deixar rastro!
Assim sendo, perante o modus operandi aqui descrito,  relativamente a esta ''equipa'' de indivíduos, não restam dúvidas sobre o seu carácter deficiente e malformado, carácter compatível com o mais reles sociopata que tira proveito das boas intenções de outras pessoas, para as espoliar em proveito próprio e em nome de outrem! Este modus operandi, associado ao fardamento idêntico ao de bombeiro, confirma o referido no primeiro parágrafo! Pretende-se induzir as pessoas em erro, espoliá-las abusando da sua boa fé e sair do local o mais rapidamente possível, antes que alguém perceba o seu esquema e os denuncie! Apesar de refutado pelos seus membros, verificam-se acções semelhantes ao descrito de norte a sul de Portugal, praticadas por alegados colaboradores da associação!  Há a referir que os alegados colaboradores nunca se identificaram como tal!
Sendo, ou não, colabores, estes indivíduos vendiam bilhetes da associação, com a agravante de o prazo do sorteio haver vencido, traduzindo-se, portanto, a acção destes indivíduos em burla, em fraude qualificada! Acção própria de gente sem escrúpulos!
Sendo, ou não, colaboradores da associação, estes indivíduos detinham em sua posse uma enorme quantidade de bilhetes para o SORTEIO NACIONAL N.º 104/2019, o que não deixa a mais pálida sombra de dúvida de que estes indivíduos têm algum tipo de ligação à associação, ou, no mínimo, a pessoas que a compõem! O que não abona nada a favor da instituição, tornando-a em algo indigno de confiança e sem credibilidade absolutamente nenhuma, caso não venha a averiguar os factos, punir os responsáveis e disso dar conhecimento em domínio público de expressão Nacional!
Não obstante, ao se pesquisar pelo nome da Associação Portuguesa dos Veteranos de Guerra, várias são as alusões, sendo que a maioria delas são, alegadamente, muito pouco meritórias! Vejamos o exemplo dos bilhetes do Sorteio Nacional n.º 104/2019, que, alegadamente, tem vindo a ser adiado devido à pandemia.
Estes adiamentos parecem recorrentes de há alguns anos a esta parte, como se pode verificar em alguns sítios da internet! Sendo mesmo que, quando existe publicação de resultados de sorteios, os mesmos suscitam graves dúvidas!

## Fonte
- Ministério da Defesa Naciona
- Portal das Comunidades
- https://www.google.pt/search?client=opera&q=APVG&sourceid=opera&ie=UTF-8&oe=UTF-8
- «CM Jornal - Peditório poe Bombeiros Contra Ex-combatentes»
- «Jornal das Caldas - Veteranos de Guerra Criticados»
- Tábua on line - Empresa de comunicação e notícias - Independência sempre, neutralidade nunca!